# 橋幸夫 アメリカで唄う
『橋幸夫 アメリカで唄う』（はしゆきお アメリカでうたう）は、1974年10月にビクターレコードより発売された、橋幸夫のLP盤でのライブアルバム（SJX-193）である。

## 概要

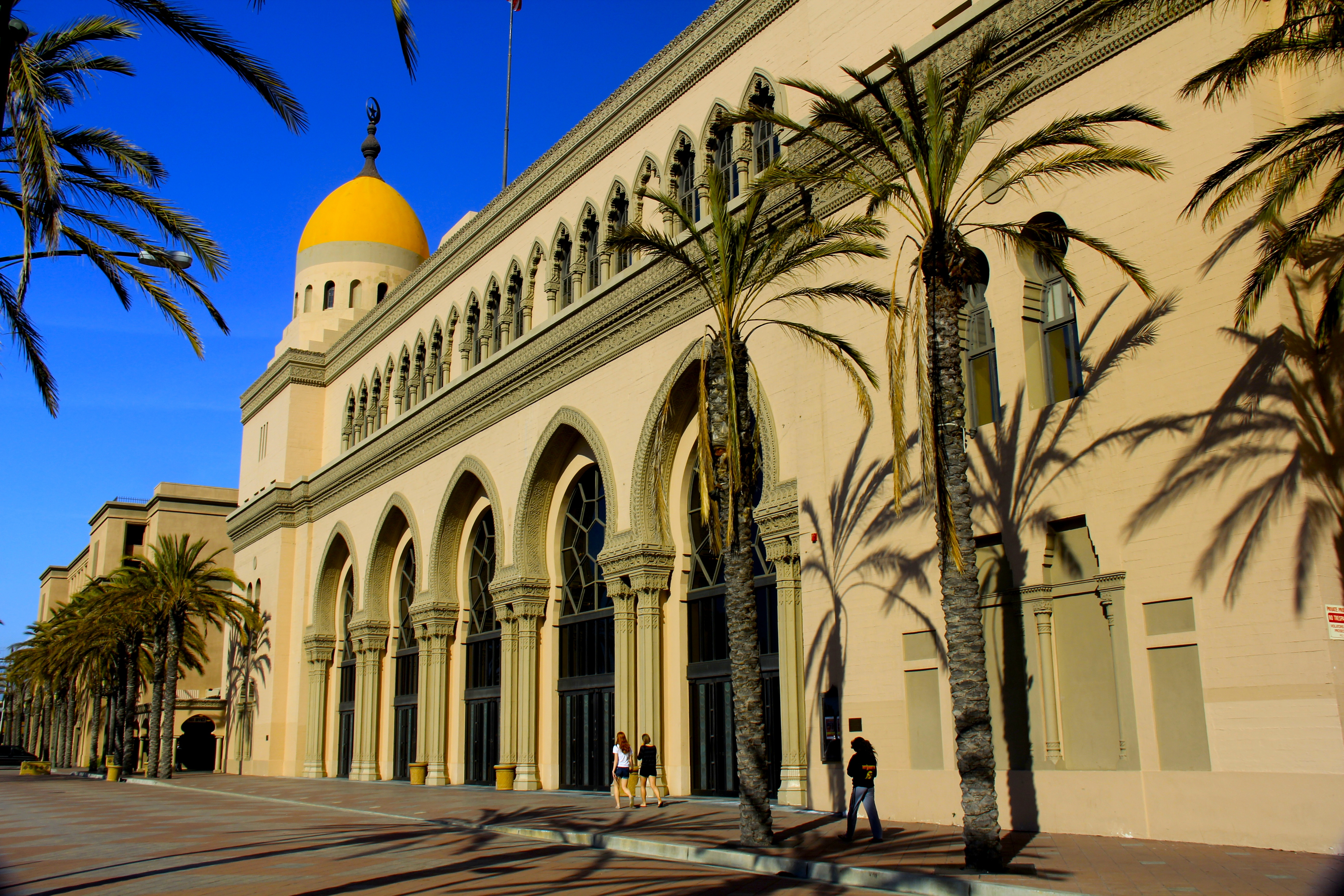
会場のシュライン・オーディトリアム

- 1960年（昭和35年）に『潮来笠』でデビューした橋は、早くも2年後には海外公演に乗り出し、1962年3月はじめてとなるハワイ公演を実現した[1]。ハワイ公演はその後も続いたが、アメリカ本土での公演は少し遅れ、結婚後の1974年7月の公演が最初となった。デビューから10年めにあたる[2]。
- 「Hashi Yukio U.S.A Concsert」と題した公演で、録音は7月13日のロサンゼルスでのものである（抄録）。会場はアメリカン・ミュージック・アワードやアカデミー賞、グラミー賞の授賞式でも著名なシュライン・オーディトリアム。
- 演奏は、ネルソン・リドル・オーケストラで、ネルソン・リドルはライブのオープニングテーマの作曲、ならびにライブでの楽曲の編曲も行っている（6曲）[3]。
- 橋は、「ハワイ同様、特に股旅すがたが、日系の方にだけではなく、一般のアメリカ人にも大受けでした」と回想している[4]。

## 収録曲
A面
1. オープニングテーマ「ミュージフォン74」
作・編曲：ネルソン・リドル
2. 恋をするなら
作詞：佐伯孝夫、作曲：吉田正、編曲：ネルソン・リドル
3. 江梨子
作詞：佐伯孝夫、作曲：吉田正、編曲：ネルソン・リドル
4. 舞妓はん
作詞：佐伯孝夫、作曲：吉田正、編曲：ネルソン・リドル
5. 小さな寝顔
作詞：愛なみ、作曲：風間史郎、編曲：ネルソン・リドル
6. 雨の中の二人
作詞：宮川哲夫、作曲：利根一郎、編曲：ネルソン・リドル
7. 潮来笠
作詞：佐伯孝夫、作曲：吉田正、編曲：ネルソン・リドル

B面　
1. 僕等はみんな恋人さ
作詞：岩谷時子、作・編曲：いずみたく
2. 若者の子守唄
作詞：サトウ・ハチロー、作・編曲：鈴木邦彦
3. 霧氷
作詞：宮川哲夫、作曲：利根一郎、編曲:一ノ瀬義孝
4. 佐久の鯉太郎
作詞：佐伯孝夫、作・編曲：吉田正
5. 沓掛時次郎
作詞：佐伯孝夫、作・編曲：吉田正
6. おけさ唄えば
作詞：佐伯孝夫、作・編曲：吉田正
7. いつでも夢を
作詞：佐伯孝夫、作・編曲：吉田正

## リリース履歴
| 規格 | 発売年月日    | レーベル                   | 品番       | 備考                                                                              |
| ---- | ------------- | -------------------------- | ---------- | --------------------------------------------------------------------------------- |
| LP   | 1974年10月5日 | ビクターレコード           | SJX-193    |                                                                                   |
| CD   | 2007年1月24日 | ビクターエンタテインメント | VICL-62230 | 「ビクター流行歌 名盤・貴重盤コレクション」（第二期）でのCD化。 EAN 4988002519491 |